# Casa Saloy
La Casa Saloy és un edifici del municipi de Tremp (Pallars Jussà) protegida com a bé cultural d'interès local.

## Descripció
La Casa Saloy està situada en una cantonada, entre el Passeig del Vall i el carrer Francesc Macià, tot i que originalment es construí entre mitgeres.
Degut a la seva situació podem veure la façana lateral i posterior que són de nova construcció, restant només la façana principal com a element d'estil modernista.
El frontis presenta una simetria clara a partir de la distribució de les obertures i els seus elements decoratius, que només és rompuda per la ubicació del portal d'accés en el lateral dret d'aquesta. Les obertures presenten el mateix estil decoratiu, basat en la triple ondulació de la part superior. En el primer pis hi ha una balconada correguda amb barana de forja molt treballada, amb motius decoratius florals, ondulat també en el seu perfil.
Finalment, tota la façana és culminada per tres ondulacions molt més marcades, seguint aquest ritme i estil modernista. El paredat de la façana és enllestit per pedres rieres i rajoles de colors.
L'interior té uns mosaics molt decoratius.

## Història
La construcció de la Casa Saloy començà amb la segona dècada del segle xx, concretament l'any 1912. L'edifici fou construït originàriament, entre mitgeres, però actualment disposa de façana lateral i posterior, de factura contemporània.